# 歌謡&スポーツ
歌謡&スポーツ（かようアンドスポーツ）は、文化放送が1995年4月16日 - 1996年3月31日まで放送していたラジオ番組。大塚製薬と大鵬薬品工業がスポンサーだった。番組のパーソナリティーは香西かおり・藤あや子・長山洋子ら週替わりの女性演歌歌手と文化放送の竹内靖夫アナウンサー。

## 概要
主な番組内容はリスナーからのお便りや週替わり女性演歌歌手がパーソナリティーのフリーコーナーが主体（新曲をリリースするときはフルコーラスで流すことがあった）。
番組の後半には日曜のスポーツニュースも放送していた（担当は松島茂・上野智広・長谷川太・鈴木光裕ら）。
番組開始当初は毎週日曜24時 - 24時30分だったが、1995年10月15日以降は放送時間が繰り上がる。その後、スポーツ情報を外した形で日曜9時 - 9時30分枠へ移り、番組タイトルも「艶歌繚乱歌くらべ」などに変更され2002年3月まで放送された。
| 日曜24:00 - 24:30枠（1995年4月16日 - 1995年10月8日）    | 日曜24:00 - 24:30枠（1995年4月16日 - 1995年10月8日） | 日曜24:00 - 24:30枠（1995年4月16日 - 1995年10月8日）                                                                                               |
| 前番組                                                  | 番組名                                               | 次番組 |
| ------------------------------------------------------- | ---------------------------------------------------- | --- |
| 大学受験ラジオ講座生ワイド「Jランド」 （23:00 - 25:00） | 歌謡&スポーツ'95                                     | レモンシュガーのBeat It Lemon （ - 1996年3月31日 後に日曜10:00へ移動）→ 岩男潤子の少コミナイト （1996年4月7日 - 1998年4月5日 後に日曜22:30へ移動） |
| 日曜22:00 - 22:30枠（1995年10月15日 - 1996年3月31日）   |                                                      | |
| 東京ライブミックス                                      | 歌謡&スポーツ'95 - '96                               | 平松晶子・三重野瞳のアルシェ通り3番地 |